# Nati nel 1687
| Questa pagina contiene informazioni ricavate automaticamente dalle voci biografiche con l'ausilio del template Bio e di un bot. L'aggiornamento è periodico e automatico e ricostruisce completamente la pagina. Se manca una persona in questa lista, sei pregato di non aggiungerla, ma accertati piuttosto che la sua voce biografica contenga il template Bio e che i dati anagrafici siano correttamente compilati. Se il template Bio manca, inseriscilo tu stesso o, in alternativa, metti l'avviso {{tmp\|Bio}} che ne segnala la mancanza. Se i dati riportati sono sbagliati, correggi direttamente la voce biografica; le modifiche saranno visibili in questa lista entro pochi giorni. Per chiarimenti vedi il progetto biografie. La lista contiene solo le 69 persone che sono citate nell'enciclopedia e per le quali è stato implementato correttamente il template Bio. Pagina aggiornata al 18 lug 2025. |

## Gennaio(1)
- 8 gennaio - Bernardo Maria De Rubeis, teologo e storico italiano († 1775)

## Febbraio(4)
- 1º febbraio - Niccolò Ricciolini, pittore italiano († 1772)
- 4 febbraio - Joseph Effner, architetto tedesco († 1745)
- 7 febbraio - Jean Duvivier, medaglista belga († 1761)
- 24 febbraio - Carlo Albani, I principe di Soriano nel Cimino, nobile italiano († 1724)

## Marzo(7)
- 8 marzo - Vittorio Amedeo Ferrero-Fieschi, nobile, militare e diplomatico italiano († 1743)
- 13 marzo - John Ashburnham, I conte di Ashburnham, nobile inglese († 1737)
- 13 marzo - Giovanni Giacinto Sbaraglia, francescano e storico italiano († 1764)
- 16 marzo - Girolamo Frosini, fantino italiano
- 16 marzo - Anton Lazzaro Moro, presbitero e naturalista italiano († 1764)
- 16 marzo - Sofia Dorotea di Hannover, regina († 1757)
- 24 marzo - Mauro Manieri, architetto italiano

## Aprile(4)
- 4 aprile - Giovan Battista Papi, fantino italiano († 1719)
- 10 aprile - Maria Antonia del Liechtenstein, principessa austriaca († 1750)
- 20 aprile - Lorenzo Mattielli, scultore italiano († 1748)
- 30 aprile - Pedro Cebrián, diplomatico spagnolo († 1752)

## Maggio(3)
- 6 maggio - Johann Friedrich Armand von Uffenbach, musicista tedesco († 1769)
- 12 maggio - Johann Heinrich Schulze, chimico tedesco († 1744)
- 20 maggio - Domenico Pecchio, pittore italiano († 1760)

## Giugno(6)
- 6 giugno - Giovanni Battista Pittoni, pittore italiano († 1767)
- 7 giugno - Gaetano Berenstadt, cantante castrato italiano († 1734)
- 11 giugno - Antonio Maria Ruffo, cardinale italiano († 1753)
- 13 giugno - Paolo Rolli, poeta, librettista e letterato italiano († 1765)
- 18 giugno - Federico Guglielmo II di Schleswig-Holstein-Sonderburg-Beck, nobile tedesco († 1749)
- 21 giugno - Francesco Trevisan Suarez, vescovo cattolico italiano († 1769)

## Luglio(1)
- 27 luglio - Giuseppe Simone Assemani, bibliotecario, orientalista e arcivescovo cattolico libanese († 1768)

## Agosto(3)
- 4 agosto - Giovanni Guglielmo Friso d'Orange, principe († 1711)
- 26 agosto - Henry Carey, drammaturgo e poeta inglese († 1743)
- 26 agosto - Willem de Fesch, compositore e violinista olandese († 1761)

## Ottobre(8)
- 2 ottobre - Daniele Concina, presbitero italiano († 1756)
- 4 ottobre - Maria Maddalena Martinengo, religiosa e mistica italiana († 1737)
- 13 ottobre - Giorgio Massari, architetto italiano († 1766)
- 14 ottobre - Robert Simson, matematico scozzese († 1768)
- 21 ottobre - Nicolaus Bernoulli, matematico svizzero († 1759)
- 22 ottobre - Antonio Ulrico di Sassonia-Meiningen, nobile tedesco († 1763)
- 24 ottobre - Tommaso Aceti, vescovo cattolico, bibliotecario e filologo italiano († 1749)
- 29 ottobre - Giuseppe Maria Brocchi, presbitero e scrittore italiano († 1751)

## Novembre(3)
- 7 novembre - William Stukeley, antiquario, medico e presbitero inglese († 1765)
- 8 novembre - Francesco Girolamo Bona, arcivescovo cattolico e diplomatico dalmata († 1749)
- 23 novembre - Jean-Baptiste Senaillé, violinista francese († 1730)

## Dicembre(6)
- 2 dicembre - Aretafila Savini, letterata italiana († 1731)
- 5 dicembre - Francesco Geminiani, violinista e compositore italiano († 1762)
- 8 dicembre - Emanuele Tommaso di Savoia-Soissons, nobile († 1729)
- 9 dicembre - Antonio Ferrante Gonzaga, nobile italiano († 1729)
- 26 dicembre - Johann Georg Pisendel, violinista e compositore tedesco († 1755)
- 30 dicembre - Clemente Argenvilliers, cardinale italiano († 1758)

## Senza giorno specificato(23)
- Pietro Anderlini, pittore italiano († 1755)
- Antonio Maria Azzalini, matematico e ingegnere italiano († 1754)
- Bernardo Barbaro, nobile, politico e poeta italiano
- Carlo Innocenzo Carloni, pittore italiano († 1775)
- Lorenzo Cassani, architetto italiano († 1767)
- Giovanni Battista Cimaroli, pittore italiano († 1771)
- Joseph Fauchier, ceramista francese († 1751)
- Lucio Ferraris, teologo italiano († 1763)
- Girolamo Ferroni, pittore e intagliatore italiano
- Pietro Galleano, scultore italiano († 1761)
- Gottfried Hensel, linguista tedesco († 1765)
- Li Wei, politico e funzionario cinese († 1738)
- Catharina Margaretha Linck, prussiana († 1721)
- Giuseppe Merenda, architetto italiano († 1767)
- François-Augustin de Paradis de Moncrif, scrittore e poeta francese († 1770)
- Johann Balthasar Neumann, architetto e ingegnere tedesco († 1753)
- Giuseppe Pasini, religioso italiano († 1770)
- Santo Piatti, pittore italiano († 1747)
- Antonio Nicola Pillori, pittore italiano († 1763)
- Pietro Pollidori, storiografo italiano († 1748)
- Ferdinando Porta, pittore italiano († 1763)
- Siraj-ud-Din Ali Khan Arzu, poeta, lessicografo e linguista indiano († 1756)
- Muhammad ibn Sa'ud, emiro saudita († 1765)